# Полипет
Полипет (грч. Πολυποίτης) је у грчкој митологији било име више личности.

## Митологија
- Лапит, Пиритојев и Хиподамијин син, рођен оног дана када је његов отац протерао кентауре. Заједно са својим пријатељем Леонтејем је просио лепу Хелену, па је био у обавези да учествује у тројанском рату. Обојица су у тај рат кренула са четрдесет лађа и када су стигли, Полипет је био на челу људи из Аргисе, Гиртоне, Орте, Елоне и Олоосона. Истицао се јунаштвом и убио је многе Тројанце. На играма приређеним у част покојног Патрокла победио је у бацању гвозденог диска (или кугле). Био је један од јунака сакривен у тројанском коњу. Након победе, заједно са Леонтејем, Подалиријем и Калхантом је прво отишао у Колофону, а потом у завичај или је са Мопсом отишао у Памфилију где је основао град Аспенад. Он је један од личности Хомерове „Илијаде“.[1][2]
- Према Аполодору, био је Аполонов и Фтијин син, Доров и Лаодоков брат. Иако је, заједно са својом браћом, пријатељски примио Ендимионовог сина Етола, он их је свеједно побио.[1][2]
- Такође према Аполодору, био је син Одисеја и Калидике, краљице Теспротије. Када му је мајка умрла, Одисеј га је поставио као владара.[3]
- Један од просилаца Пенелопе из Дулихијума. И њега је помињао Аполодор.[4]
- Неки извори наводе да је ово једно од могућих имена Лајовог кочијаша, који је покушао да Едипа склони са пута. У тучи која је уследила, Едип је убио и Полифета и свог оца, Лаја. Друга имена за Полипета су Полифет и Полифонт.[5]